# Catastrophe de Mattmark
La catastrophe de Mattmark est une catastrophe naturelle conjuguée à un accident du travail qui s'est déroulée le 30 août 1965 sur le chantier du barrage de Mattmark (vallée de Saas, Valais) en Suisse. Un pan du glacier de l'Allalin s'effondre sur une partie du chantier, tuant 88 personnes.

## Contexte historique et environnemental

### Mattmark et le glacier de l'Allalin
Entouré de nombreux sommets et glaciers, la vie dans la vallée de Saas a été longtemps soumises aux aléas environnementaux et climatiques,. Les contraintes imposées par les dynamiques glaciaires, comme les avancées et les reculs des glaciers, les chutes de séracs, la constitution de lac glaciaire et les débâcles qu'ils peuvent occasionner ont provoqué de nombreuses catastrophes et obligé les habitants à adapter leur mode de vie à ce milieu. Les débâcles ont particulièrement marqué la vallée de par l'ampleur des bilans humains et des dégâts matériels qui ont été constatés, notamment lors des évènements de 1633, 1680, 1772, 1828 ou 1920.
Cette exposition au risque glaciaire de la vallée de Saas et de ses habitants est principalement due à la présence du glacier de l'Allalin,,,. Ce glacier qui domine la vallée est caractérisé par une importante instabilité, des mouvements importants, une position potentiellement suspendue et des températures de glace tempérées (ce qui entraîne un risque de glissement malgré des pentes de plus faible déclivité). Selon la période climatique, le glacier de l'Allalin peut en effet envahir et obstruer la vallée dans toutes sa largeur (période froide) ou au contraire se retirer dans des pentes plus raides où des phénomènes de glissements de volumes importants de glace peuvent se produire (période chaude).
La zone de Mattmark, située immédiatement sous le glacier à une altitude d'environ 2 100–2 140 mètres, a ainsi subi directement l'influence de l'Allalin. Il s'agit d'une vaste plaine formée par les débris des moraines des glaciers environnants ainsi que des alluvions et des dépôts issus de la fonte des glaces. Un lac naturel se trouvait sur cette plaine et évoluait selon les mouvements des glaciers et la constitution de digues. Ce sont les débâcles de cette retenue d'eau qui ont occasionné les catastrophes documentées entre les XVIIe et XXe siècles,,.

### Construction du barrage de Mattmark
Dès les années 1920, des ingénieurs ont étudié la possibilité de construire un barrage au niveau de Mattmark,. Mais c'est à partir des années 1950 que le projet se met en place. La construction est décidée en 1959 et débute l'année suivante sous l'égide de la société des Forces motrices de Mattmark,. Il est prévu que les travaux dure au total 6 ans.
L'objectif poursuivi par les autorités est avant tout de nature économique avec la production d'électricité,. En effet, afin d'assurer son développement économique, la Suisse doit accéder à de l'énergie à un prix peu élevé. Or, le pays ne dispose pas de ressources de charbon importantes. La stratégie d'investir dans des infrastructures hydro-électriques situées dans les zones alpines (ex : en Valais) s'est donc imposée rapidement.
Pour autant, l'impact environnemental des aménagements qui accompagneront le barrage est également envisagé par les autorités. Les travaux permettent effectivement de réorganiser la zone de Mattmark. L'aménagement d'une retenue d'eau qui puisse être maîtrisée et gérée éloigne ainsi les risques de retenue glaciaire et de débâcles. 

## Déroulé des évènements

### Effondrement du glacier
Le 30 août 1965 à 17 h 15, la langue terminale de l'Allalin rompt. L'effondrement des séracs et de la masse glaciaire entraîne un important éboulement de glace accompagné par une quantité plus faible de matériaux morainiques (des roches et de la terre) à l'extrémité est de l'Allalin. L'éboulement emprunte la pente de 300 mètres et de forte déclivité  qui sépare le plateau glaciaire de la plaine de Mattmark puis se déverse au niveau du chantier du barrage,. 
En totalité, la catastrophe dure environ 30 secondes. Après l'effondrement et le développement de l'éboulement, l'avalanche de glace et de roches frappe le chantier. L'effet de souffle généré par le déplacement de l'avalanche détruit les infrastructures du chantier, notamment plusieurs baraquements. Puis, près de deux millions de mètres cubes de matériaux ensevelissent la zone. L'épaisseur de glace recouvrant le chantier est d'environ 10 mètres mais peut en atteindre 20 par endroits. Au final, le glacier a glissé d'environ 1 kilomètre dans la vallée avec cet effondrement.
Le bilan humain de la catastrophe est lourd. Au total, 88 personnes perdent la vie durant la catastrophe. La plupart des ouvriers affectés à la construction du barrage étant des travailleurs étrangers : 56 italiens, 23 suisses, 4 espagnols, 2 allemands, 2 autrichiens et 1 apatride.

### Sauvetage et sécurisation du site
Les opérations de sauvetage et de sécurisation du site sont complexes et prennent beaucoup de temps, du fait de l'instabilité très importante de l'Allalin.

## Conséquences politiques et sociétales de la catastrophe
Rapidement, la catastrophe de Mattmark marque la Suisse. Outre l'ampleur importante de l'accident (il s'agit de la plus grande catastrophe de l'histoire moderne en Suisse), la sur-représentation des étrangers parmi les victimes oblige la population à s'intéresser aux conditions de vie et de travail des émigrés.

## Instruction judiciaire et procès
L'instruction judiciaire dure sept années. En 1972, le procès de première instance s'ouvre.

## Commémoration
Les autorités suisses et valaisannes ont mis du temps avant de prendre des mesures pour commémorer la catastrophe. En 1967, une simple liste des victimes est déposée dans une église de Saas-Almagell. Il faut ainsi attendre 1985 et les 20 ans de l'accident pour qu'une première plaque officielle et un mémorial soient érigés à Mattmark. Pour cette occasion, une cérémonie est également organisée. Selon certains, cette temporalité traduit la difficulté pour les autorités de reconnaître l'apport des immigrés au développement du pays ainsi que les difficultés qu'ils rencontraient.
Avant cette date, de nombreuses plaques ont été posées dans la zone du chantier par des particuliers. Ces dernières n'ont pas été retirées par les autorités et ont permis la constitution d'espace de mémoire pour les familles des victimes. La pose de nouvelles plaques s'est poursuive après la construction du mémorial. Par exemple, une association italienne a fait poser une plaque en 2015 pour les 50 ans du drame.
Depuis 2015, un parc de la ville de Belluno, capitale de la province dont de nombreux ouvriers tués étaient originaires, abrite un espace en hommage aux victimes de la catastrophe de Mattmark,.

## Recherches académiques sur la catastrophe
Un groupe de recherche multidisciplinaire piloté par l'Université de Genève a étudié la catastrophe et produit plusieurs publications académiques.